# 礁石假团扇蟹
礁石假团扇蟹（学名：Pseudozius caystrus）为扇蟹科假团扇蟹属的动物。分布于日本、土阿莫土群岛、萨摩亚群岛、吉尔伯特群岛、马绍尔群岛、加罗林岛、菲律宾、圣诞岛、可可群岛、安达曼群岛、印度西岸、拉克代夫群岛、以及中国大陆的西沙群岛等地，生活环境为海水，常生活于珊瑚礁浅水中。